# Carolina Munhóz
Carolina Munhóz Honório Albuquerque (São José do Rio Preto, 4 de outubro de 1988), conhecida como Carolina Munhóz, é uma jornalista, roteirista e escritora brasileira, com obras direcionadas ao público infanto-juvenil e jovem adulto. 
Autora de dez livros de fantasia, entre eles O Inverno das Fadas, Por um Toque de Ouro e O Reino das Vozes Que Não Se Calam, em parceria com a atriz Sophia Abrahão, é roteirista e coprodutora executiva da série O Escolhido e consultora da série Cidade Invisível.

## Biografia
É formada em Jornalismo pela Universidade Paulista (UNIP),. Atualmente é autora da editora Rocco, representada pela agência americana CAA e The Gotham Group e vive nos Estados Unidos com o marido e também escritor, Raphael Draccon. Vive em Los Angeles após ter recebido o Einstein Visa Green Card como “Artista de Habilidades Extraordinárias”.

### Carreira
Figurou em meios de comunicação como G1, Galileu, Veja e Folha de S.Paulo, onde foi destacada como referência na literatura fantástica. Assinou contrato de roteirista com a Rede Globo e Globo Filmes em 2016. Apareceu em uma edição do programa Encontro com Fátima Bernardes e teve sua obra citada na novela Amor à Vida. A partir dos 18 anos se aventurou por diversos países, como Inglaterra, França, Itália, Suíça e Estados Unidos, onde teve a oportunidade de conhecer os atores de Harry Potter.
Fez parte do site Potterish, gravou podcasts no Cinema com Rapadura e foi citada por Paulo Coelho como uma escritora que move o mercado.
Em 2018 assinou duas séries Netflix Original: O Escolhido, onde é roteirista e coprodutora executiva das duas temporadas e Cidade Invisível, que será baseada em uma história desenvolvida por ela, onde também é produtora consultora.
Em 2023, Carolina Munhóz e Raphael Draccon tornam-se roteiristas de histórias em quadrinhos, escrevendo em parceria para as duas principais editoras dos Estados Unidos: DC Comics e Marvel Comics.

### Premiações e reconhecimento
A autora ganhou em 2011 o prêmio de Melhor Escritora Jovem pelo Prêmio Jovem Brasileiro e “best author” pelo Vox Populi do prêmio norte-americano Shorty Awards. Teve um de seus últimos livros eleito como “melhor livro de 2014” pela Revista Atrevida e outro eleito como “melhor livro de 2015” pela Revista Capricho.

## Livros
- A Fada - Publicado originalmente pela editora Arte Escrita em 2009. A 2ª edição foi publicada pela Editora Novo Século em 2011 e a 3ª edição pela Editora Fantasy em 2012.
- Eu Quero Ser Um Herói - Livro infantil não publicado.
- O Inverno das Fadas (Editora Fantasy, 2012)
- Feérica - Acompanhando a Magia- Publicado originalmente pela Editora Fantasy em 2013. A 2ª edição foi publicada pela Editora Leya em 2016.
- Fui Uma Boa Menina? - E-book publicado gratuitamente pela Editora Rocco em 2013
- O Reino Secreto - Livro de Colorir (Rocco, no selo Fantástica Rocco, 2015)
- Criaturas e Criadores (Record, 2018)

### Série O Reino Das Vozes Que Não Se Calam (comSophia Abrahão)
1. O Reino Das Vozes Que Não Se Calam - (Rocco, no selo Fantástica Rocco, 2014)
2. O Mundo das Vozes Silenciadas (Rocco, no selo Fantástica Rocco, 2015)

### Série Trindade Leprechaun
1. Por Um Toque de Ouro (Rocco, no selo Fantástica Rocco, 2015)
2. Por Um Toque de Sorte (Rocco, no selo Fantástica Rocco, 2016)
3. Por Um Toque de Magia (Rocco, no selo Fantástica Rocco, 2017)

## Filmografia

### Séries
| SÉRIE                             | DATA DE EXIBIÇÃO      | CRÉDITOS                            | EMPRESA |
| --------------------------------- | --------------------- | ----------------------------------- | ------- |
| O Escolhido / The Chosen One      | 28 de Junho de 2019   | Roteirista e Co-Produtora Executiva | Netflix |
| O Escolhido / The Chosen One      | 6 de Dezembro de 2019 | Roteirista e Co-Produtora Executiva | Netflix |
| Cidade Invisível / Invisible City | 2020                  | Baseado em e Produtora Consultora   | Netflix |